# Philidor Mulhouse
Philidor Mulhouse – francuski klub szachowy z siedzibą w Miluzie.

## Historia
Klub powstał w 1971 roku z połączenia lokalnych klubów szachowych Miluzy: SE Mulhouse i Echecs Mulhouse 33. Klub czterokrotnie zajął trzecie miejsce w mistrzostwach Francji, w latach 1999, 2014, 2016 i 2019. W latach 1997 i 2000 uczestniczył w Pucharze Europy. W 1997 roku zespół nie wyszedł z grupy; po wygranych z Boavista FC i SC Die Klagenfurter klub przegrał z Taflfélagið Hellir i zajął drugie miejsce w grupie eliminacyjnej, za islandzkim klubem, natomiast w sezonie 2000 zajął 30. miejsce w pucharze, odnosząc dwa zwycięstwa i przegrywając pięć meczów. W 2017 roku drużyna kobiet zdobyła mistrzostwo kraju, a następnie wzięła udział w Pucharze Europy, zajmując 10. pozycję.
Zawodnikami klubu byli m.in.: Thal Abergel, Wołodymyr Bakłan, Matthias Blübaum, Sebastian Bogner, Emmanuel Bricard, Jean-Luc Costa, Rustem Dautow, Jean-Marc Degraeve, Adrien Demuth, Aleksiej Driejew, Romain Édouard, Roland Ekström, Arjun Erigaisi, François Fargère, Grzegorz Gajewski, Petyr Genow, Kirił Georgiew, Władimir Georgiew, Benjámin Gledura, Andreas Heimann, Andrei Istrățescu, Jean-René Koch, Fabien Libiszewski, Leon Luke Mendonca, Wadim Miłow, Sunilduth Lyna Narayanan, David Navara, Andreea Navrotescu, Yannick Pelletier, Petar Popović, Fy Antenaina Rakotomaharo,
Jean-Noël Riff, Nihal Sarin, Samy Shoker, Axel Smith, Andriej Sokołow, Anthony Wirig i Radosław Wojtaszek.